# Open For Engagements
Open For Engagemang är ett album från 1995 med The Quarrymen. Det är den första riktiga inspelningen som släpptes efter återföreningen i mitten av 1990-talet, och släpptes på Sony BMG.